# Baklofen
Baklofen (łac. Baclofenum) – organiczny związek chemiczny z grupy aminokwasów niebiałkowych, pochodna kwasu γ-aminomasłowego (GABA). Stosowany jako lek spazmolityczny w leczeniu spastyczności.
Jest agonistą receptorów GABAB ssaków. Zmniejsza napięcie mięśni szkieletowych hamując odruchy mono- i polisynaptyczne na poziomie rdzenia kręgowego, w którym znajduje się punkt uchwytu leku. Dokładny mechanizm działania baklofenu nie jest jednak poznany. Bezpośredni wlew do przestrzeni podpajęczynówkowej przez pompę intratekalną pozwala cząsteczkom leku związać się z miejscami receptorowymi w rogach tylnych, co umożliwia leczenie dawkami co najmniej 100-krotnie mniejszymi od tych stosowanych doustnie (zobacz więcej: ciągły wlew baklofenu do przestrzeni podpajęczynówkowej).
Korzystną cechą baklofenu jest niewywoływanie widocznej tolerancji, nawet po wielu latach stosowania. Baklofen stosowany jest w leczeniu stwardnienia rozsianego, stwardnienia zanikowego bocznego, diplegii spastycznej, neuralgii trójdzielnej i uporczywej czkawki.
W ślad za studium przypadku skutków eksperymentu na sobie samym przeprowadzonego przez Oliviera Ameisena, trwają badania nad stosowaniem baklofenu w leczeniu alkoholizmu. 17 kwietnia 2018 komisja francuskiej państwowej agencji ANSM wydała opinię o niekorzystnej relacji ryzyka do korzyści terapeutycznej przy stosowaniu baklofenu w leczeniu alkoholizmu.
Jest też stosowany jako środek pomocniczy ułatwiający zaprzestanie nałogowego palenia papierosów.
Przyjmowany w dużych dawkach traci selektywność wobec receptorów GABAB i powoduje efekty euforyczne. Jest wykorzystywany jako narkotyk. Może powodować zatrucia, także ze skutkiem śmiertelnym.
W Polsce lek dostępny jest pod nazwami handlowymi: Baclofen Polpharma, Kemstro i Lioresal.